# Main Khiladi Tu Anari
Pour plus de détails, voir Fiche technique et Distribution.
Main Khiladi Tu Anari (मैं खिलाड़ी तू अनाड़ी) est un film indien de Bollywood réalisé par Samir Malkan sorti le 23 septembre 1994.
Le film met en vedette Akshay Kumar, Saif Ali Khan et Shilpa Shetty. Le long métrage fut un succès notable aux box-office.

## Synopsis
L'un des inspecteurs les plus respectés, Arjun Joglekar se fait tuer par le gangster Goli. Mona, la maîtresse de Goli, accepte de témoigner contre ce dernier devant l'inspecteur Karan, le frère cadet de Arjun qui vise à lutter contre toute injustice et à venger son frère assassiné mais cette dernière se fait tuer par Goli. Après cet événement, il apprend qu'il doit travailler avec Deepak Kumar, acteur de cinéma connu pour ses rôles de héros romantique qui en a assez d'avoir un rôle aussi ennuyeux et qui est impressionné par le courage et l'honnêteté de Karan dont il voudrait utiliser son comportement pour son prochain film. 
Karan rencontre Basanti qui ressemble trait pour trait à Mona. Il confie cette dernière à Deepak pour qu'il la forme et soit la nouvelle "Mona". Une fois la formation finie, elle s'infiltre dans un hôtel où se trouve Goli pour découvrir ses activités criminelles et ensuite l'arrêter.

## Fiche technique
- Titre : Main Khiladi Tu Anari
- Titre en hindi : मैं खिलाड़ी तू अनाड़ी
- Réalisation : Sameer Malkan
- Scénario : Sachin Bhowmick
- Producteur : Champak Jain
- Dialogues : Kader Khan
- Musique : Anu Malik,  Amar Haldipur
- Direction artistique : Leeladhar Sawant
- Photographie : Akram Khan
- Montage : Suresh Chaturvedi
- Costumes : Anja San
- Langue originale : Hindi
- Pays de production :  Inde
- Durée : 184 minutes
- Genre : Action, comédie
- Date de sortie : 
  - Inde : 23 septembre 1994

## Distribution
- Akshay Kumar : Inspecteur Karan Joglekar
- Saif Ali Khan : Deepak Kumar
- Shilpa Shetty : Mona / Basanti
- Raageshwari : Shivangi
- Shakti Kapoor : Goli
- Johnny Lever : Dhansukh
- Beena Banerjee : La femme d'Arjun Joglekar
- Mukesh Khanna : Inspecteur Arjun Joglekar
- Goga Kapoor : Damodar
- Kader Khan : Ramlal

## Box-office
- Box-office Inde: 490 380 000 Roupies.

Box-office india qualifie le film de Hit.